# Movelier
Movelier (antiguamente en alemán Moderswiler) es una comuna suiza del cantón del Jura, situada en el distrito de Delémont. Limita al norte con la comuna de Ederswiler, al noreste con Roggenburg (BL), al este con Soyhières, al sur con Mettembert, y al oeste con Pleigne.